# ルフトハンザドイツ航空 (ドイツ民主共和国)
ルフトハンザドイツ航空（独: Deutsche Lufthansa）とは、1955年から1963年にかけて存在した、ドイツ民主共和国（東ドイツ）の国営航空会社である。Deutsche Lufthansa Ost（東のルフトハンザ）とも呼ばれていた。
なお、ドイツ連邦共和国（西ドイツ）の航空会社、ルフトハンザドイツ航空とは関係がないが、互いに正当性を主張しあっていた（後述）。

## 設立
1955年4月27日に、ドイツ民主共和国（以下、東ドイツ）の閣僚評議会（内閣）とソ連大使館との間で協議が行なわれ、翌日、4月28日に、「東ドイツ旅客および貨物輸送を実施するために、1955年5月1日にルフトハンザドイツ航空を設立（再建）する。この航空会社は東ドイツ内務省に所属する」と発表された。
これに先立ち、1954年5月に、東ドイツとソ連との間で、ベルリン・シェーネフェルト空港の所有権を東ドイツへ譲渡する契約が行なわれ、1955年4月27日に調印された。シェーネフェルト空港は、5月1日より供用開始とされた。
1955年7月1日には、閣僚評議会（内閣）からルフトハンザドイツ航空の理事会が任命された。この日が、東ドイツの民間航空再建の日とされている。

## 理事会
1955年7月8日、最初の理事会が行なわれた。
理事会の議長は、東ドイツ初代大統領ヴィルヘルム・ピークの息子、アルトゥール・ピークが務めた。
航空交通担当役員には、パイロットとして訓練を受けたフリッツ・ホルンが任命され、技術担当役員には極地飛行家だったエルンスト・ヴェントが任命された。

## 初飛行
1955年7月30日、新生ルフトハンザ第一号機となるイリューシンIl-14型機（登録記号DDR-ABA）が、シェーネフェルト空港に到着した。同年9月16日には、初の公式フライトが行なわれた。これは、初代首相オットー・グローテヴォールのモスクワ訪問のためのものであった。

## 就航路線
国内線の初フライトは、1956年2月4日に就航したベルリン - ドレスデン線であった。
2月27日にベルリン - ワルシャワ線、5月16日にベルリン - ライプツィヒ線、ベルリン - プラハ - ブダペスト - ソフィア線、5月19日にはベルリン - プラハ - ブダペスト - ブカレスト線、10月7日にはベルリン - ヴィリニュス - モスクワ線に就航した。

## 人事と設備
最初は、パイロットなどの運航乗務員はソ連から派遣された人員が務め、東ドイツ側はグランドハンドリングのみを担当していた。後に、Il-14の乗組員も東ドイツ側が担当することとなり、1957年3月17日には、初のドイツ人機長であるゲルハルト・フリースが、モスクワへ飛行した。
使用する航空機も、Il-14型機の1番機から14番機まではソ連から購入したが、15番機以降は、ドレスデンのVEBにおいてライセンス生産が行なわれた。1960年3月28日には、Il-18型機を導入し、1962年末の時点で、Il-14を26機、Il-18を5機保有していた。
自国で設計したバーデ 152などの旅客機が運航されることはなかった。

## 終焉
西ドイツは、自国のルフトハンザドイツ航空を東ドイツより先に再建しており、東ドイツのルフトハンザが、西ドイツのルフトハンザの権利を侵害していると申し立てていた。
東ドイツ側ではこの申し立てに対抗して、西ドイツのルフトハンザの乗り入れを禁止し、西ドイツ側は、東ドイツのルフトハンザの乗り入れを禁止はしなかったものの、空港秩序を乱しているとして、出発の際に罰金を払うよう命じた。東ドイツのルフトハンザは、罰金を払ってでも運航を続けようとしたが、これは、同社の経営を圧迫する結果となった。
ベオグラードで行なわれた裁判で、東ドイツのルフトハンザが西ドイツのルフトハンザに敗訴したことから、これ以上運航を続けることは採算に合わないとして、1963年7月に、社会主義統一党政治局はルフトハンザドイツ航空の廃止を決定し、国営航空部門を、インターフルークに移管することを決定した。
1963年9月1日、インターフルークに吸収される形で、東ドイツのルフトハンザドイツ航空は消滅した。

## フォトギャラリー

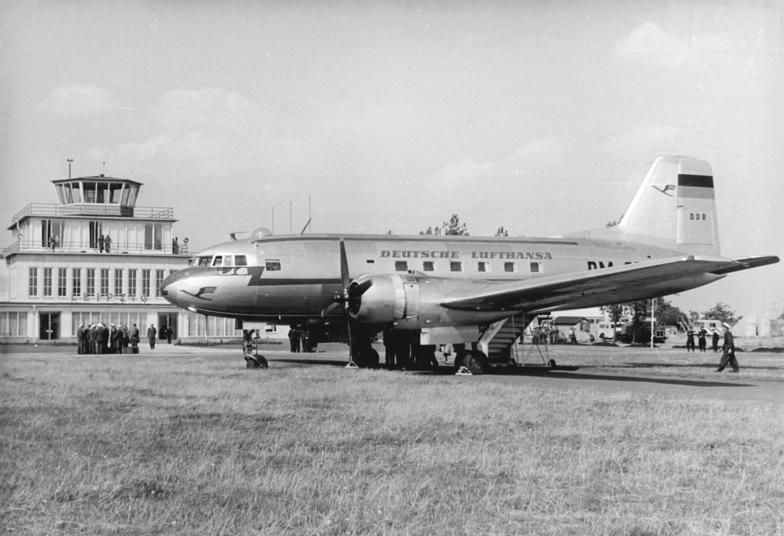
イリューシンIl-14
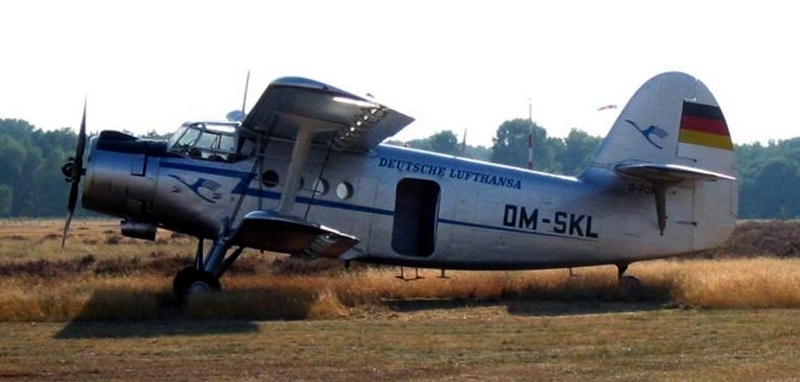
アントノフAn-2
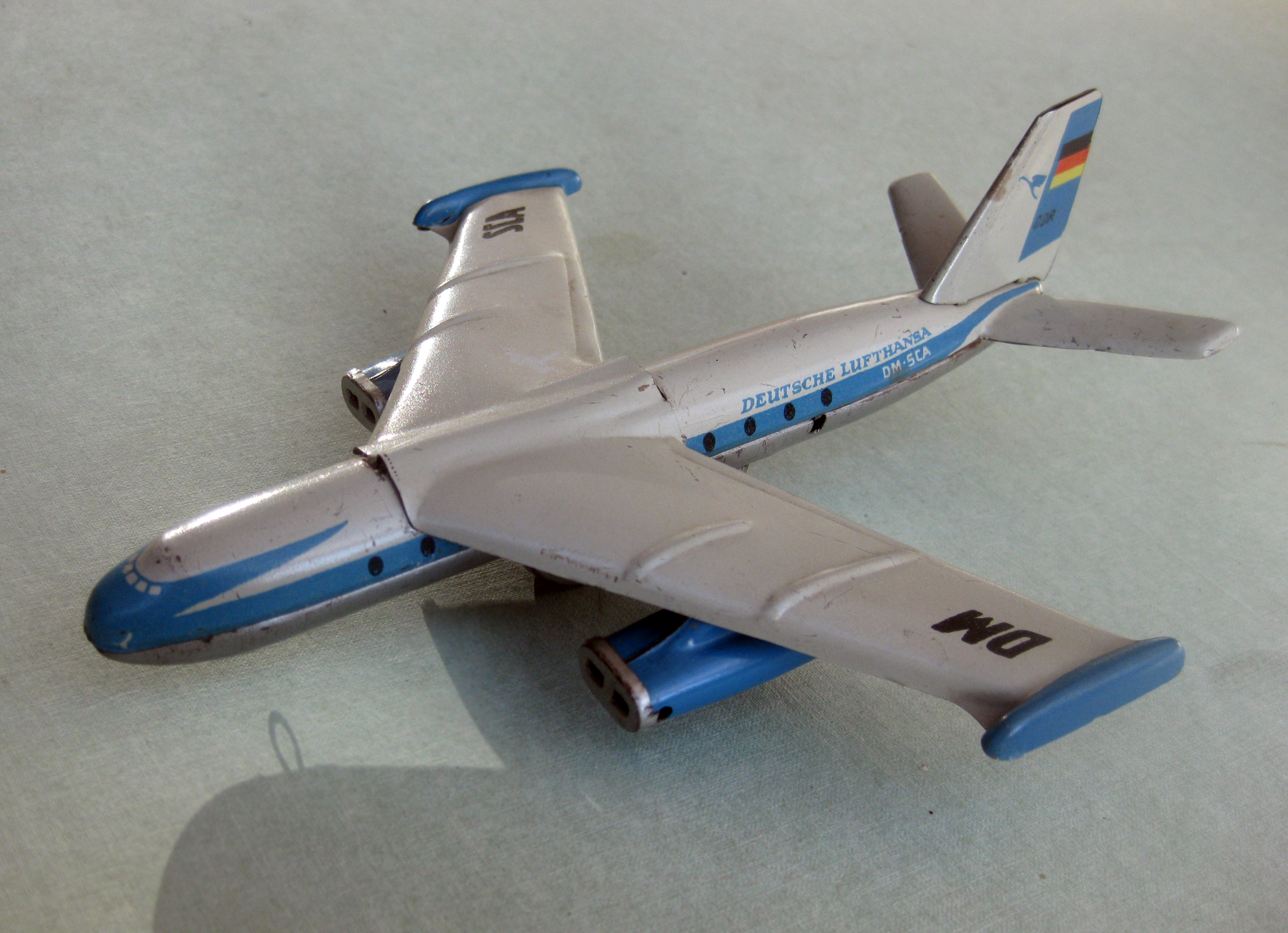
バーデ 152